# Westenschouwen
Westenschouwen (51° 41′ N, 3° 43′ L) é uma cidade dos Países Baixos, na província de Zelândia. Westenschouwen pertence ao município de Schouwen-Duiveland, e está situada a 21 km, a norte de Middelburg.
Em 2001, a cidade de Westenschouwen tinha 199 habitantes. A área urbana da cidade é de 0.23 km², e tem 155 residências.
A área de Westenschouwen, que também inclui as partes periféricas da cidade, bem como a zona rural circundante, tem uma população estimada em 270 habitantes.